# خوشچووه
خوشچووه (به لهستانی:  Choszczowe) یک روستا در لهستان است که در گمینا زابروجه واقع شده‌است. خوشچووه ۱۹۰ نفر جمعیت دارد.